# Paula Beer

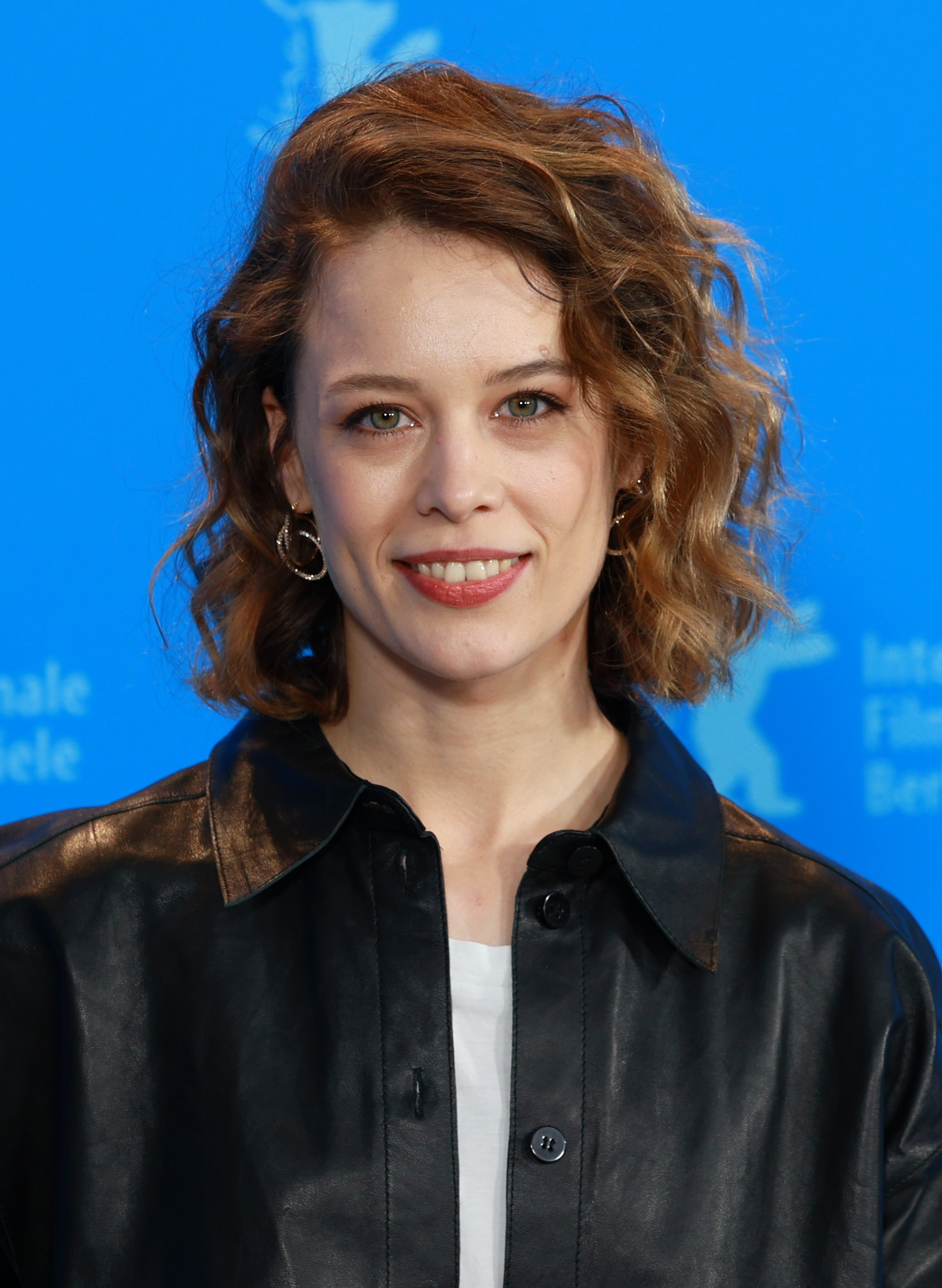
Paula Beer (2023)

Paula Beer (* 23. Februar 1995 in Mainz) ist eine deutsche Schauspielerin. Als Jugendliche wurde sie durch ihre Hauptrolle im Spielfilm Poll (2010) bekannt. Für Frantz (2016) gewann sie den Nachwuchsdarstellerpreis der Filmfestspiele von Venedig. Für ihre darstellerische Leistung in Undine wurde sie 2020 mit dem Silbernen Bären der Berlinale sowie dem Europäischen Filmpreis ausgezeichnet.

## Leben

### Ausbildung
Paula Beer wuchs in Mainz als einziges Kind eines Künstlerpaares auf. Im Alter von acht Jahren nahm sie an einem Theaterkurs teil, der ihr eigenen Angaben zufolge die Freude an der Schauspielerei vermittelte: „Ich hatte große Angst davor, aber einmal auf der Bühne, hatte ich ein Gefühl der Fülle“, so Beer. Nachdem die Familie 2007 nach Berlin umgezogen war, besuchte sie eine Montessori-Schule. Weitere Schauspiel- und Tanzerfahrungen sammelte sie ab dem zwölften Lebensjahr mit dem Jugendensemble des Berliner Friedrichstadtpalasts, dem sie vier Jahre angehörte. 2013 absolvierte sie ihr Abitur und zog im Anschluss nach Paris.

### Debüt im Film
Im Jahr 2009 wurde Beer als 14-jährige Schülerin an ihrer Berliner Schule von einer Schauspielagentin angesprochen und zum Casting für Chris Kraus’ Spielfilm Poll (2010) eingeladen. Obwohl Beer über wenig Schauspielerfahrung verfügte, setzte sie sich gegen mehr als 2500 Kandidatinnen durch und erhielt die Hauptrolle. In dem Historiendrama war Beer als vierzehnjährige Halbwaise Oda zu sehen, die im Sommer 1914 auf das titelgebende Landgut ihrer aristokratischen Familie ins Baltikum reist.
Dort widmet sich ihr Vater (gespielt von Edgar Selge) bizarren anatomischen Studien, während sich Oda in einen verwundeten estnischen Anarchisten (Tambet Tuisk) verliebt, den sie heimlich gesund pflegt. Obwohl Chris Kraus angab, dass Beer – wie andere Kandidatinnen – nicht unbedingt die Beste in Sachen Technik oder Schnelligkeit gewesen sei, lobte er ihr großes Talent und ihre Herangehensweise an die Rolle, die sich an die Biografie seiner Großtante Oda Schaefer anlehnt. Aufgrund der Authentizität hatte er auf der Besetzung einer gleichaltrigen Schauspielerin bestanden. Beer erhielt vor den Dreharbeiten, die im Sommer 2009 an der südestnischen Ostseeküste stattfanden, Schauspielunterricht und schrieb ein Tagebuch aus der Sicht ihrer Rolle, das später auch im Film Verwendung fand. Poll brachte Beer großes Kritikerlob ein.

### Weitere Arbeit im Film und Fernsehen

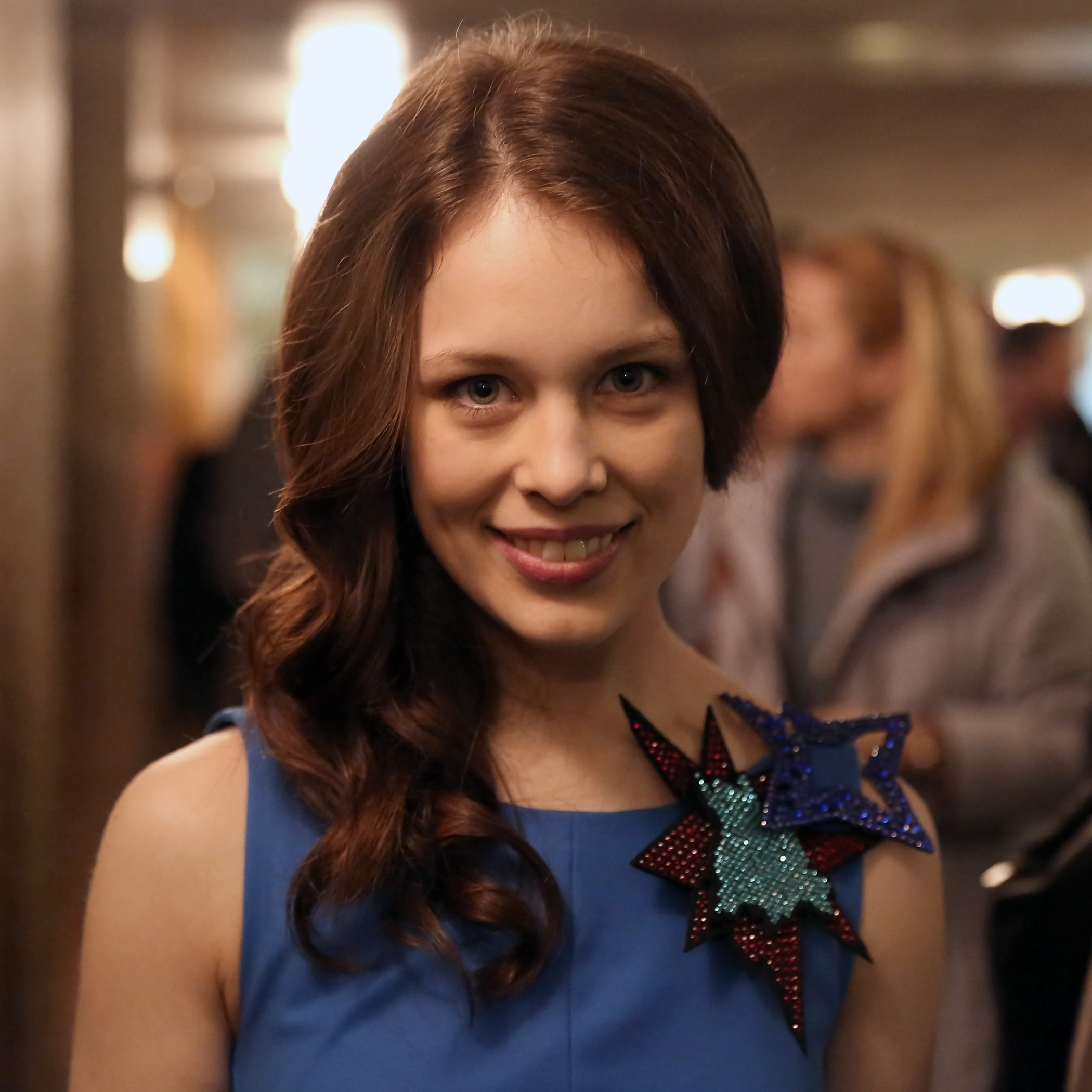
Beer bei der Österreich-Premiere von Das finstere Tal, 2014

2012 war Beer in der Nebenrolle der Prinzessin Sophie in Bayern in Marie Noëlles und Peter Sehrs Kinoproduktion Ludwig II. zu sehen. Eine weitere Hauptrolle neben Sam Riley und Tobias Moretti hatte Beer in Andreas Prochaskas „Alpenwestern“ Das finstere Tal, der bei der Berlinale 2014 uraufgeführt wurde. Es war eigenen Angaben zufolge der erste Film für Beer nach Beendigung ihrer Schulausbildung, dem sie sich so voll hingeben konnte.
Für die Darstellung der Luzi erhielt sie eine Nominierung für den Österreichischen Filmpreis. Ebenfalls auf der Berlinale wurde Volker Schlöndorffs französisch-deutsche Koproduktion Diplomatie gezeigt, in dem sie ursprünglich an der Seite von Niels Arestrup und André Dussollier gedreht hatte. Der Part der Ingrid fiel aber dem Schnitt zum Opfer. Dennoch gab Beer an, viel von Schlöndorff, Arestrup und Dussollier gelernt zu haben. Auch blieb sie eigenen Angaben zufolge in Paris, um ihr Französisch zu verbessern.
2015 gab Beer ihr Fernsehdebüt neben Sven Gielnik und Joachim Król in Kai Wessels Pampa Blues. In der Verfilmung des gleichnamigen Jugendromans von Rolf Lappert war sie als forsche Lena zu sehen, die sich als Reporterin ausgibt, um unter den verschrobenen Einwohnern eines schwäbischen Provinzkaffs ihren leiblichen Vater zu finden. Im selben Jahr porträtierte Beer in Theresa von Eltz’ 4 Könige gemeinsam mit Jella Haase, Jannis Niewöhner und Moritz Leu vier Jugendliche, die freiwillig das Weihnachtsfest in der Psychiatrie verbringen. Beer übernahm den Part der Alex, die von den Besitzansprüchen ihrer depressiven Mutter erdrückt wird. Die Fachkritik lobte das Spiel der vier Jungdarsteller und 4 Könige wurde bei der Verleihung des Deutschen Filmpreises mit dem Filmpreis in Bronze in der Kategorie „Bester Spielfilm“ ausgezeichnet. Im Sommer 2015 besuchte Beer einen Schauspielkurs der Drama Summer School der Londoner Guildhall School of Music and Drama.

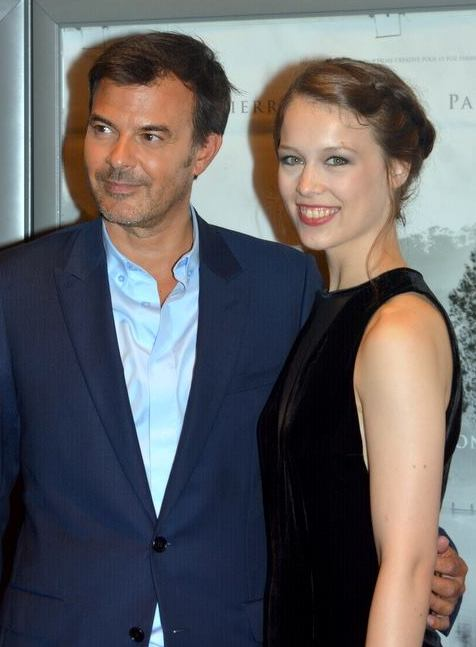
Beer mit Regisseur François Ozon bei der Aufführung von Frantz in Paris, September 2016

2016 folgte die Veröffentlichung von François Ozons Kinofilm Frantz, der eine Einladung in den Wettbewerb der 73. Internationalen Filmfestspiele von Venedig erhielt und Beer den Marcello-Mastroianni-Preis als beste Nachwuchsschauspielerin einbrachte. In dem größtenteils in Schwarzweißbildern konzipierten Melodram ist Beer als Verlobte eines im Ersten Weltkrieg an der französischen Front gefallenen deutschen Soldaten zu sehen, die im Jahr 1919 in Quedlinburg einem mysteriösen französischen Ex-Soldaten (dargestellt von Pierre Niney) begegnet. Beer hatte nach ihrer Verpflichtung für Frantz sechs Wochen Zeit gehabt, den Part der Anna auf Deutsch und Französisch einzustudieren. Beim Dreh unterstützten sich Beer und Spielpartner Niney gegenseitig bei Problemen in der jeweils fremden Sprache. Ozon bemerkte an Beer, die im Film zwischen deutscher und französischer Sprache hin- und herwechselt, etwas Schelmisches und sehr Melancholisches. Er lobte ihr schauspielerisches Spektrum, ihre Glaubwürdigkeit und Fotogenität: „Sie war erst zwanzig Jahre alt, aber ihr Spiel zeugte von großer Reife. Sie konnte sowohl die Unschuld eines Mädchens verkörpern, als auch die Kraft einer Frau“, so Ozon über Beer. Der Film zog Vergleiche mit der jungen Romy Schneider nach sich, und nach den Dreharbeiten an Frantz verbrachte Beer einen Monat in Marseille, um weiter ihr Französisch zu verbessern.
2017 erhielt Beer für ihre Leistung in Frantz Nominierungen für die französischen Filmpreise César und Prix Lumières, jeweils als Beste Nachwuchsdarstellerin, sowie für den Europäischen Filmpreis als Beste Darstellerin.
In Florian Henckel von Donnersmarcks epischem Künstlerdrama Werk ohne Autor spielte Paula Beer die weibliche Hauptrolle Ellie Seeband, Tochter des mörderischen Frauenarztes Carl Seeband, gespielt von Sebastian Koch, und Frau des Künstlers Kurt Barnert, gespielt von Tom Schilling. Der Film wurde in den USA für einen Golden Globe und für zwei Oscars nominiert.
2018 war Beer an der Seite von Franz Rogowski in Christian Petzolds Berlinalebeitrag Transit zu sehen – einer Verfilmung des gleichnamigen Romans von Anna Seghers. Ebenfalls auf der Berlinale wurde die von ZDF und Arte produzierte Finanz-Thriller-Serie Bad Banks vorgestellt, in der sie die Hauptrolle einer jungen und ehrgeizigen Investmentbankerin übernahm. Für den Part der Jana Liekam erhielt Beer u. a. den Deutschen Schauspielpreis, den Grimme-Preis, den Deutschen Fernsehpreis sowie den Bambi. Im Frühjahr 2020 schloss sich eine zweite Staffel der Serie an.
Erneut arbeitete Beer mit Christian Petzold und Franz Rogowski an dem Spielfilm Undine (2020) zusammen. Hierfür wurde sie im Wettbewerb der 70. Berlinale mit dem Silbernen Bären als Beste Darstellerin ausgezeichnet. Darüber hinaus wurde Beer im selben Jahr der Europäische Filmpreis verliehen. Es folgte eine weitere Zusammenarbeit mit Petzold an dem Beziehungsdrama Roter Himmel (2023) und die Titelrolle in Kilian Riedhofs Historiendrama Stella. Ein Leben. Im Jahr 2025 entstand mit dem Spielfilm Miroirs No. 3 eine weitere Zusammenarbeit mit Petzold.
Neben ihren Schauspielengagements spricht Beer auch Hörspiele ein.

## Filmografie (Auswahl)
- 2010: Poll
- 2012: Ludwig II.

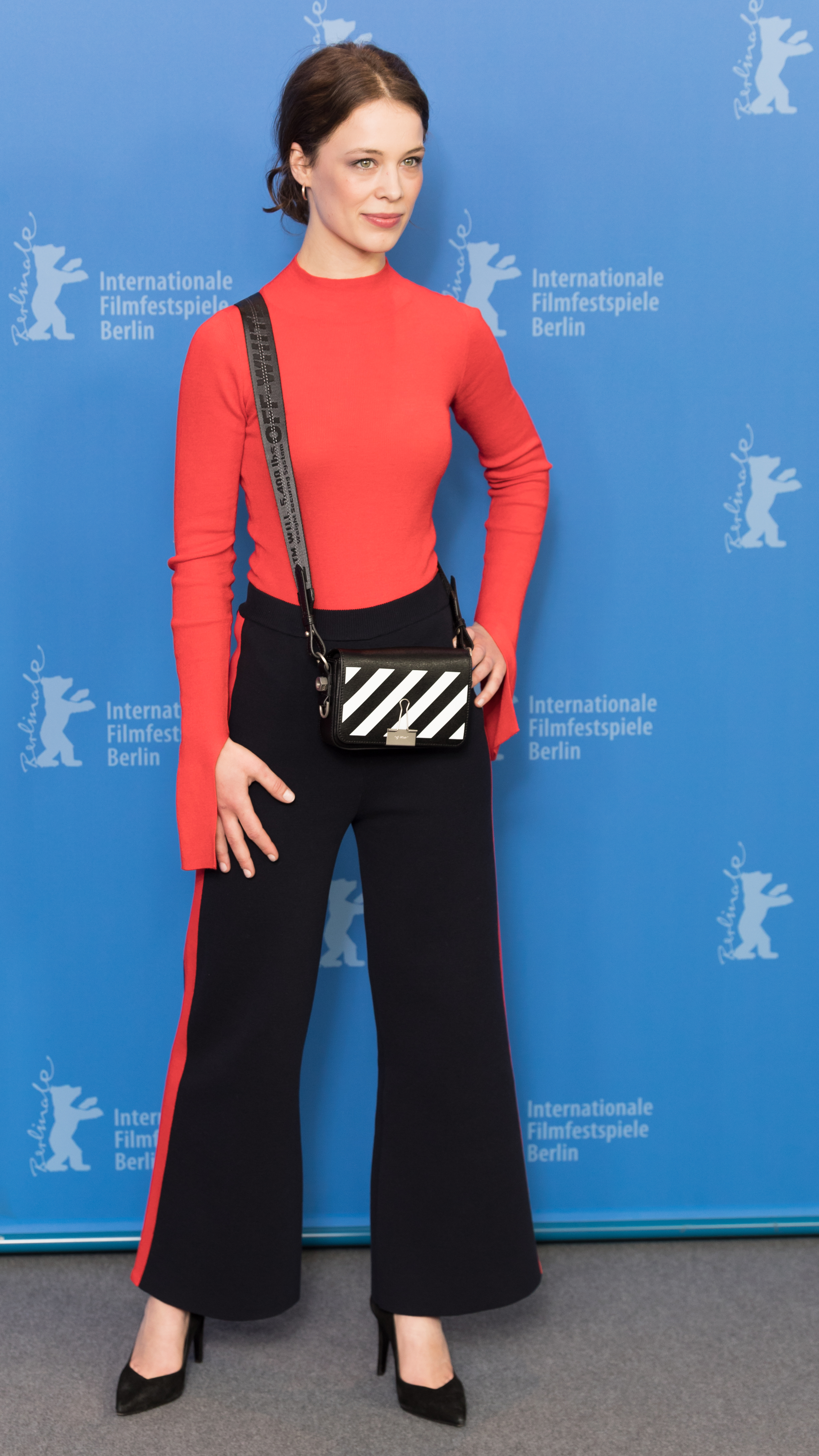
Paula Beer auf der Berlinale 2018

- 2013: Der Geschmack von Apfelkernen
- 2014: Das finstere Tal
- 2015: Pampa Blues (Fernsehfilm)
- 2015: 4 Könige
- 2016: Frantz
- 2016: Tödliche Geheimnisse (Fernsehfilm)
- 2017: Tödliche Geheimnisse – Jagd in Kapstadt (Fernsehfilm)
- 2017: Prinz Aberjaja (Kurzfilm)
- 2018: Transit
- seit 2018: Bad Banks (Fernsehserie)
- 2018: Werk ohne Autor
- 2019: The Wolf’s Call – Entscheidung in der Tiefe (Le chant du loup)
- 2020: Undine
- 2022: Euer Ehren (Fernsehserie)
- 2023: Roter Himmel
- 2024: Stella. Ein Leben.
- 2025: Miroirs No. 3
- 2025: Stiller

## Hörspiele
- 2012: Emily Brontë: Sturmhöhe (Isabella) – Regie: Kai Grehn (Hörspiel – NDR/SWR), Der Hörverlag, ISBN 978-3-86717-931-7
- 2013: E. M. Cioran: Vom Nachteil, geboren zu sein – Regie: Kai Grehn (Hörspiel – SWR)
- 2014: Marguerite Duras: La Musica (Frauenstimme) – Regie: Kai Grehn (Hörspiel – SR/RBB)
- 2014: Walt Whitman: Kinder Adams. Children of Adam – Übersetzung und Regie: Kai Grehn (Klangkunst – RB/DKultur/SWR) Hörbuch Hamburg, ISBN 978-3-89903-914-6
- 2016: Antoine de Saint-Exupéry: Der kleine Prinz (Die Rose) – Übersetzung, Bearbeitung und Regie: Kai Grehn (Hörspiel – WDR), Hörbuch Hamburg/Silberfisch, ISBN 978-3-86742-309-0
- 2016: Marguerite Duras: Der Liebhaber (Marguerite) – Bearbeitung und Regie: Kai Grehn (Hörspiel – SWR) Hörbuch Hamburg, ISBN 978-3-95713-064-8
- 2018: Max Frisch: Homo Faber (Sabeth) – Regie: Leonhard Koppelmann (Hörspiel – HR)
- 2023: Nick Cave: The Sick Bag Song – Das Spucktütenlied – Bearbeitung und Regie: Kai Grehn (Hörspiel – RB/BR/SWR)

## Auszeichnungen

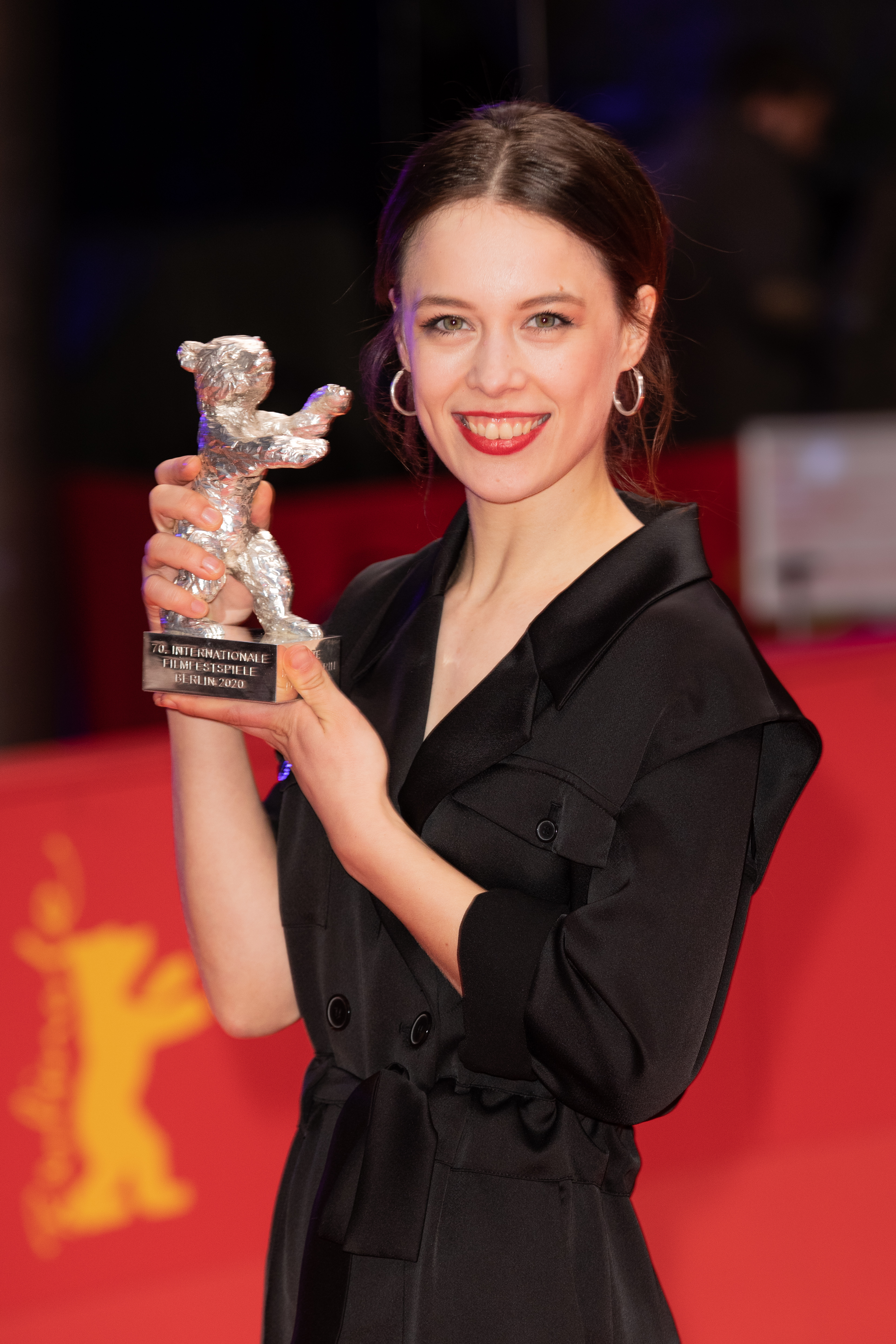
Paula Beer mit dem Silbernen Bären der Berlinale 2020

- 2011: Bayerischer Filmpreis für Poll (Beste Nachwuchsdarstellerin)
- 2016: Marcello-Mastroianni-Preis bei den Filmfestspielen von Venedig für Frantz (Beste Nachwuchsdarstellerin)[19]
- 2018: Deutscher Schauspielpreis in der Kategorie Schauspielerin in einer Hauptrolle für Bad Banks[20]
- 2018: Bambi für Bad Banks (Beste Schauspielerin National)
- 2019: B.Z.-Kulturpreis für Bad Banks
- 2019: Deutscher Fernsehpreis für Bad Banks (Beste Drama-Serie)
- 2019: Grimme-Preis in der Kategorie Serie für Bad Banks
- 2020: Silberner Bär der 70. Berlinale für Undine (Beste Darstellerin)
- 2020: Europäischer Filmpreis für Undine (Beste Darstellerin)
- 2023: Hannelore-Elsner-Preis des Fünf Seen Filmfestivals[21]

Darüber hinaus wurde Beer für verschiedene Film- und Fernsehpreise nominiert:
- 2015: Nominierung – Österreichischen Filmpreis für Das finstere Tal (Beste weibliche Darstellerin)
- 2017: Nominierung – Prix Lumières für Frantz (Beste Nachwuchsdarstellerin)
- 2017: Nominierung – Europäischen Filmpreis für Frantz (Beste Darstellerin)
- 2017: Nominierung – César für Frantz (Beste Nachwuchsdarstellerin)
- 2019: Nominierung – Goldene Kamera für Bad Banks (Beste Schauspielerin)
- 2019: Nominierung – Romy für Bad Banks (Beliebteste Schauspielerin Serie/Reihe)